# Александриново
Александриново (бел. Аляксандрынава) — упразднённый хутор в Браславском районе Витебской области Беларуси.

## География
Находился в западной части Витебской области, к западу от автодороги Н-2165, на расстоянии приблизительно 17 километров (по прямой) к юго-востоку от города Браслав, административного центра района.

## История
По состоянию на 1905 год, в имении Александрово проживал 21 человек (10 мужчин и 11 женщин). В административном отношении входило в состав Иодской волости Дисненского уезда Виленской губернии.
В 1921 году фольварк входил в состав гмины Йоды Дисенского повета Виленского воеводства Второй Польской республики. Числилось 22 жителя (10 мужчин и 12 женщин), проживавших в 3 домах. В этническом составе населения того периода поляки составляли 95,5 %, белорусы — 4,5 %. В конфессиональном составе населения преобладали католики (100 %).
До 16 сентября 1960 года хутор входил в состав Иодского сельсовета Шарковщинского района. На момент упразднения являлcя частью Тетерковского сельсовета. Упразднён в 1971 году.